# Xã Liberty, Quận Wood, Ohio
Xã Liberty (tiếng Anh: Liberty Township) là một xã thuộc quận Wood, tiểu bang Ohio, Hoa Kỳ. Năm 2010, dân số của xã này là 1.766 người.